# Sasvári Sándor
Sasvári Sándor (Budapest, 1957. október 18.) Jászai Mari-díjas és EMeRTon-díjas magyar színművész, zenész, lovas.
Pályafutását énekesként és basszusgitárosként kezdte. Számtalan színpadon és szerepben láthattuk már Magyarországon és határon túl is. Repertoárja több száz dalt tartalmaz a legismertebb musicalekből, világslágerekből és saját dalaiból. Évente több tucat fellépése van lányával, Sasvári Lénával és szólóban egyaránt. 2007-ben egy 18 tagú zenekart hozott össze, melynek több tagjával a közönség örömére azóta is megünneplik a jeles eseményeket.

## Életrajz

### Családja
Édesapja idősebb Sasvári Sándor (1902–1987) filmrendező, édesanyja Jászai Margit (1923–2013) sanzonénekesnő volt. Két nővére Sasvári Annamária rockénekesnő és Sasvári Csilla, aki fiatalon maga is énekelt egy darabig, de az 1963-as Ki mit tud? után nem maradt a pályán; külföldre költözött és ott alapított családot.

### Pályafutása
Eredetileg zenésznek készült, és csak kíváncsiságból jelentkezett Gábor Ila és Csuha Lajos javaslatára 1982-ben az akkoriban induló Budapesti Rock Színház társulatához. A Rock Színháznál Várkonyi Mátyás és Miklós Tibor a szárnyaik alá vették és rövid idő elteltével komoly lehetőséget kapott, ami élete első főszerepe volt: az első magyar rockoperában,a Sztárcsinálókban Juvenalis szerepét osztották rá, melyet háromszázszor játszott el.
A Jézus Krisztus szupersztár 1986-os magyarországi ősbemutatóján Jézus szerepében lépett színpadra. A szerep, melyet 11 éven keresztül alakított nem csak hitét mélyítette el, hanem megváltoztatta egész életét is.
Sasvári Sándor neve több, a színjátszás álomszerepével is összeforrt, 1982 óta alig telt el év színházi premier nélkül, illetve évadokban több bemutatója is volt, csupa főszerepben. Nem csak határon innen, hanem határon túl is: például a Sztárcsinálókban Juvenalis szerepét nem csak magyar nyelven volt lehetősége eljátszani, hanem – egy németországi turné alkalmával – angolul is. Ezen kívül is számos darabbal vendégszerepelt külföldön, például Londonban a Dorian Gray-jel, melyben Basil Hallward figuráját személyesítette meg.
Alain Boublil – Claude-Michel Schönberg A nyomorultak című darabja az élete több, mint húsz évét végigkísérte. A Rock Színház 1987-ben tűzte műsorára, ebben Mariust alakította. Vágyott azonban Jean Valjean szerepére, melyet 1997-től két évadon át első szereposztásban heti 6 alkalommal, összesen háromszázszor játszott el a németországi Duisburgban az 1550 fős közönség előtt egy olyan modern csarnokban, amelyet ennek az előadásnak a kedvéért emeltek. Nehéz, de gyönyörű munka volt, ráadásul Magyarországra hazatérve több színház is műsorra tűzte A nyomorultakat, itthon is játszhatta Jean Valjeant.
Szabadúszó színészként élete egyik főszereplője egyértelműen a zene, a színpad, több alkalommal lóháton is jeleskedhetett, például a 2020-ban bemutatott Sárkányszívben, melyben Lajos királyt alakítja Mephisto nevű lován.

### Érdekességek
Tagja volt a legendás Színészzenekarnak és a Színész Öttusa Válogatottnak. 
1987-ben vásárolta meg az első lovát, ettől az évtől kezdve aktív díjugrató. Ha csak teheti, az éneklés és színészet mellett versenyekre is szán időt. 1993 óta Csömörön él, ahol a Midnight Lovassport Egyesületet is működteti. Az egyesületet lováról, Midnight–ról nevezte el, akihez ugrás rekordja is fűződik, ami 185 cm.
A 2020-ban megalapította a Szőcs Géza Magyar Történelmi Színházat a Szőcs Géza Nemzeti Lovaskultúra Központtal, Moravetz Leventével, Laklóth Aladárral.

## Színpadi szerepei
- Várkonyi Mátyás – Miklós Tibor: Sztárcsinálók – Juvenalis (Budapest, Rock Színház, 1982)
- Várkonyi Mátyás – Miklós Tibor: Sztárcsinálók –  Juvenalis (a németországi turnén angol nyelven, 1982-1985)
- Andrew Lloyd Webber – Tim Rice- Miklós Tibor: Evita – Che (német nyelven, turné Németországban, Ausztriában, Svájcban és Luxemburgban, 1982-1985)
- Leonard Bernstein: West Side Story – Tony (Rock Színház, 1983)
- Kocsák Tibor – Stefan Heym – Kemény Gábor – Miklós Tibor: A Krónikás – Simon (Rock Színház, 1984)
- Miklós Tibor: Amerika ígéret volt... (Rock Színház, 1984)
- Várkonyi Mátyás – Béres Attila: A Bábjátékos – Féligkész (Rock Színház, 1985)
- Gerome Ragni – James Rado – Miklós Tibor: Hair – Paul (Rock Színház, 1985)
- Andrew Lloyd Webber – Tim Rice – Miklós T.: Jézus Krisztus Szupersztár – Jézus (Budapest, Rock Színház, 1986)
- Tolcsvay László – Tolcsvay Béla: Magyar Mise (Margitszigeti Szabadtéri Színpad, 1987)
- Alain Boublil – Claude-Michel Schönberg: A Nyomorultak – Marius (Budapest, Rock Színház, 1987)
- A Bestia – Akáciusz (Rock Színház, 1988)
- Várkonyi Mátyás – Gunar Braunke – Ács János: Dorian Gray – Basil Hallward (Rock Színház, 1990)
- Haydn: Messiás (Margitszigeti Szabadtéri Színpad, 1991)
- Tolcsvay László–Müller Péter–Müller Péter Sziámi: Mária Evangéliuma – Jézus (Budapest, Madách Színház, 1991)
- Andrew Lloyd Webber – Tim Rice – Miklós Tibor: Evita – Che (Rock Színház, 1992)
- Grand Hotel – Felix von Gaigern (Győri Nemzeti Színház, 1992)
- Miklós Tibor – G. Dénes György: Nyakfelmetsző – Anthony (Rock Színház, 1992)
- Várkonyi Mátyás – Miklós Tibor: Sztárcsinálók –  Kyprios Jézus (Budapest, Thália Színház, 1993)
- Jacobi Viktor–Bródy Miksa–Martos Ferenc: Leányvásár – Tom Miggles (Budapest, Operettszínház, 1993)
- Szörényi Levente–Nemeskürty István–Lezsák Sándor: Atilla – Isten kardja – Aécius (Margitszigeti Szabadtéri Színpad, 1993)
- Kocsák Tibor – Miklós Tibor: Anna Karenina – Vronszkij (Rock Színház, 1994)
- Miss Saigon – John (Rock Színház, 1994)
- Várkonyi Mátyás – Gunar Braunke – Ács János: Dorian Gray – Basil Hallward (London, Bloomsburry Theatre, angol nyelven, 1995)
- Szörényi Levente – Bródy János: István, a király- Koppány (Margitszigeti Szabadtéri Színpad, 1995)
- John Kenham – Tim Hawkins: JFK – John Fitzgerald Kennedy (Margitszigeti Szabadtéri Színpad, 1996)
- Tolcsvay László–Müller Péter–Müller Péter Sziámi: Mária Evangéliuma – Jézus (Miskolci Nemzeti Színház, 1997)
- Alain Boublil – Claude-Michel Schönberg: A Nyomorultak – Jean Valjean (Duisburg, Musical Theater, 1997)
- Alain Boublil – Claude-Michel Schönberg: A Nyomorultak – Jean Valjean (Győri Nemzeti Színház, 1999)
- Alain Boublil – Claude-Michel Schönberg: A Nyomorultak – Jean Valjean (Budapest, Madách Színház, 1999)
- Kocsák Tibor – Miklós Tibor: Anna Karenina – Vronszkij (Budapest, Madách Színház, 2002)
- Lévay Szilveszter – Michael Kunze: Elisabeth – Ferencz József (Budapest, Operettszínház, 2002)
- Andrew Lloyd Webber – Az Operaház Fantomja – Az Operaház Fantomja (Budapest, Madách Színház, 2003 – aktív szerep)
- Kocsák Tibor – Miklós Tibor: Utazás – Veres Pál (Bakáts téri Szabadtéri Színház, 2006)
- Kocsák Tibor – Miklós Tibor: Anna Karenina – Karenin (Budapest, Madách Színház, 2008 – aktív szerep)
- Várkonyi Mátyás – Béres Attila: Egri Csillagok – Dobó István (Győri Nemzeti Színház, 2009)
- Moravetz Levente – Balásy Szabolcs – Horváth Krisztián – Papp Zoltán: Zrínyi 1566 – Zrínyi Miklós (2009 – aktív szerep)
- Tolcsvay László–Müller Péter–Müller Péter Sziámi: Mária Evangéliuma – Jézus (oratórikus változat, 2010 – aktív szerep)
- Zakar István – Miklós Tibor: Mátyás Király Sümegen (Sümeg, 2010)
- Andrew Lloyd Webber – Tim Rice – Miklós Tibor: Jézus Krisztus Szupersztár – Pilátus (Budapest, Madách Színház, 2010 – aktív szerep)
- Tolcsvay László–Müller Péter–Müller Péter Sziámi: Mária Evangéliuma – Kajafás (Győri Nemzeti Színház, 2011)
- Moravetz Levente – Balásy Szabolcs – Horváth Krisztián: A Fejedelem – Gróf Bercsényi Miklós (2011 – aktív szerep)
- Moravetz Levente – Balásy Szabolcs – Horváth Krisztián: A Fejedelem – Gróf Bercsényi Miklós (Eger, Gárdonyi Géza Színház, 2011)
- Szörényi Levente – Bródy János: Veled Uram – István király (Budapest, Thália Színház, 2012)
- Gárdonyi Géza – Moravetz Levente – Balásy Szabolcs – Horváth Krisztián: Isten rabjai – Marcellusz (Eger, 2012)
- Alain Boublil – Claude-Michel Schönberg: A Nyomorultak – Jean Valjean (Miskolci Nemzeti Színház, 2012)
- Topolcsányi Laura – Berkes Gábor – Geszti Péter: Csakazértis szerelem – Harmat Pál (Budapest, Turay Ida Színház, 2014)
- Mamma Mia – Sam Carmichael (Budapest, Madách Színház, 2014 – aktív szerep)
- Gladiátor – Diokletiánus császár (Nemzeti Lovas Színház, 2015)
- Topolcsányi Laura – Berkes Gábor: Ikrek előnyben – Don Sandro (Budapest, Turay Ida Színház, 2016)
- Moravetz Levente – Balásy Szabolcs – Horváth Krisztián – Papp Zoltán: Zrínyi 1566 – Zrínyi Miklós (Eger – Gárdonyi Géza Színház, 2017)
- Moravetz Levente – Balásy Szabolcs – Horváth Krisztián – Papp Zoltán: Zrínyi 1566 – Zrínyi Miklós (Zalaegerszeg – Hevesi Sándor Színház, 2019)
- Szolnoki Péter – Moravetz Levente: Sárkányszív – Nagy Lajos (2020 – aktív szerep)
- Balásy Szabolcs - Horváth Krisztián - Moravetz Levente: Hunyadi 1456 - Hunyadi(2021 - aktív szerep)
- Szentgyörgyváry Péter - Balásy Szabolcs: Kinizsi, a nép fia - Mátyás király (2021 - aktív szerep)
- Moravetz Levente – Balásy Szabolcs – Horváth Krisztián: A Fejedelem – Gróf Bercsényi Miklós (Zalaegerszeg – Hevesi Sándor Színház, 2021)
- Máriás Zsolt – Moravetz Levente: Csodaszarvas - Ménrót (2022 - aktív szerep)
- Bozó László – Moravetz Levente: Volt egy seregünk! - Első énekes (Zalaegerszeg – Hevesi Sándor Színház, 2023)
- Szolnoki Péter – Moravetz Levente: A csődör (2023)
- Szolnoki Péter – Moravetz Levente: Sárkányszív (Zalaegerszeg – Hevesi Sándor Színház, 2024)

### Jubileumok
- Madách Színházban Az Operaház Fantomja 2022-ben ünnepelte a 900. jubileumi előadást, 2023-ban pedig a 20 éves jubileuma volt.
- Anna Karenina amiben Sasvári Sándor jelenleg Karenint alakítja, 2018-ban ünnepelte a 100. jubileumot.
- A Mamma Mia -ban Sam Carmichaelt 2014 nyarán játszotta 1. alkalommal a Szegedi Szabadtéri Színpadon. Az előadást a Dóm téren 4 évadon keresztül is műsorra tűzték, ennek köszönhetően a Szegedi Szabadtéri Játékokon több, mint 57ezren látták az Abba musicalt. A Madách Színházban azóta több mint 500-szor került már színre 2024 nyarán volt a 10 éves jubileumi előadás.
- Moravetz Levente – Balásy Szabolcs – Horváth Krisztián – Papp Zoltán: Zrínyi 1566 művét melynek Sasvári Sándor a címszereplője, 2009 óta minden évben műsorra tűzik Szigetváron a várban, a kirohanás időpontjához legközelebbi hétvégén. Az előadást nem csak hazai színházak tűzték műsorra, hanem több határon túli eseményre is eljutott. Kolozsváron például több, mint húszezer néző látta a gróf és maroknyi serege hősi történetét.

## Filmek
- Julianus barát - Francesco d'Assissi (magyar-olasz történelmi film, 1991)
- Kincsem (2017)

## Tévéfilmjei
- Zenés húsvét (1993)
- Offenbach titkai (1996)
- Attila, Isten kardja (1998)
- Zimmer 418

## Könyve
- Őszintén (2010)

## Díjak, elismerések
- Az év zenés színésze díj (1991)
- EMeRTon-díj (1993)
- Az év musical színésze díj (1993)
- Regionális Prima díj (2010) - Színház és Filmművészet kategóriában
- Csömör díszpolgára (2012)
- Jászai Mari-díj (2013)
- A világ magyarságáért művészei elismerés (2017)
- A Magyar Olimpiai Bizottság Fair-Play Díja (2017)

- A Magyar Érdemrend lovagkeresztje  (2018)[2]

## Külső hivatkozások
- Hivatalos honlapja
- Sasvári Sándor a PORT.hu-n (magyarul)
- Sasvári Sándor az IMDb-n
- Miklós Tibor. Musical!. Novella Könyvkiadó (2002). ISBN 963-9442-04-6

|  | Ez a magyar személy életrajzát bemutató lap egyelőre csonk (erősen hiányos). Segíts te is, hogy igazi szócikk lehessen belőle! |

|  | Ez a zenével kapcsolatos személyről szóló lap egyelőre csonk (erősen hiányos). Segíts te is, hogy igazi szócikk lehessen belőle! |